# 市政厅喷泉

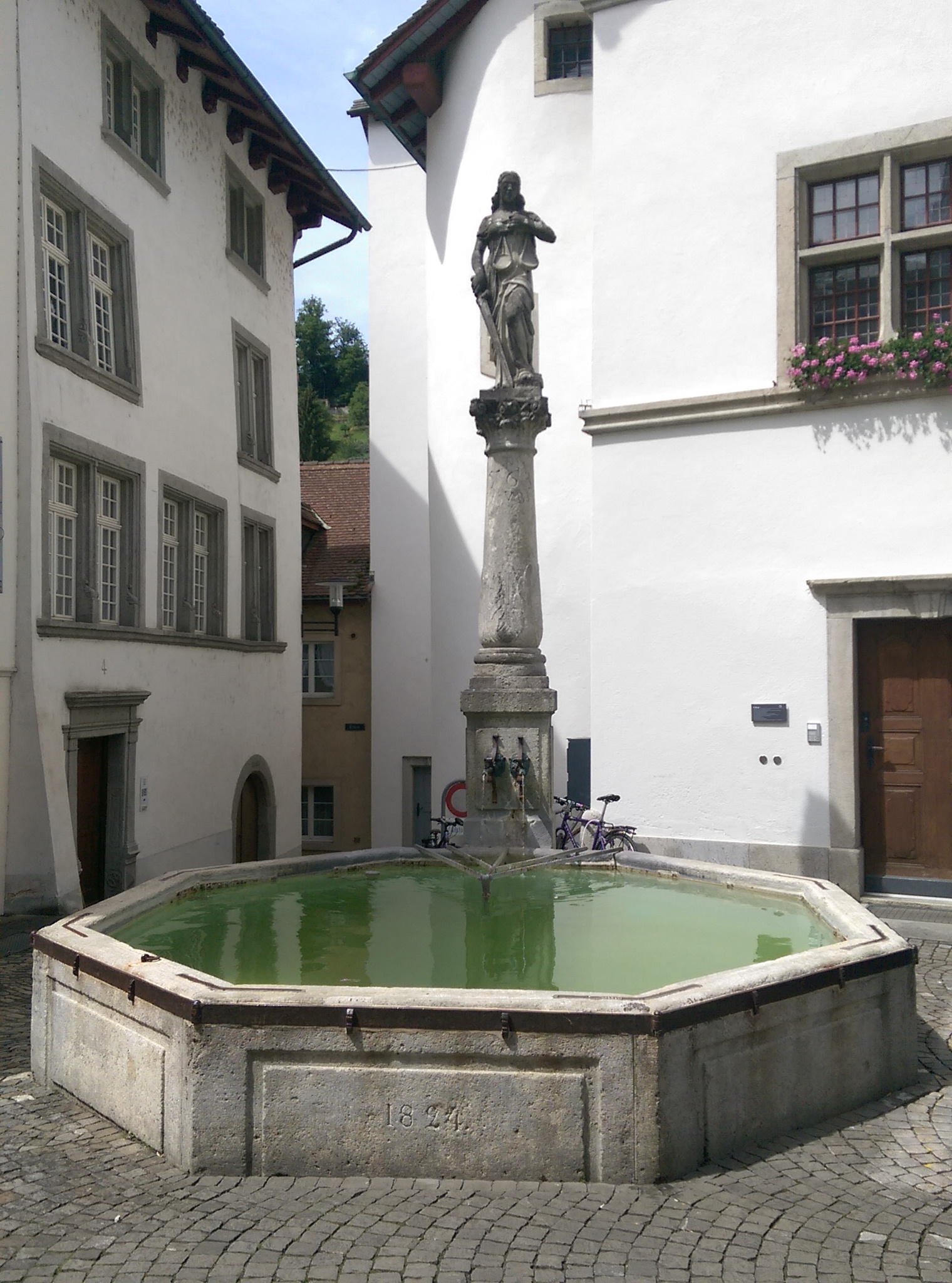
市政厅喷泉

市政厅喷泉（德語：Rathausbrunnen）是瑞士阿尔高州的布鲁格老城市政厅广场上的一座喷泉，上有正义女神塑像。现为瑞士区域重要文化财产。
这座后文艺复兴时期喷泉位于布鲁格（Brugg）老城区的市政厅广场前，建于1557年至1563年间。喷泉底座四方，支撑着上方的圆柱，上刻年份1563。其非对称的喷水口由一根有组合式顶柱的栏杆装饰，柱顶上是瑞士雕塑家爱德华德·斯珀里（Eduard Spörri）所作的正义女神塑像。下方水池为八角形。